# فن أما أتا أيدو (فلم)
فن أما أتا أيدو (بالإنجليزية: The Art of Ama Ata Aidoo) هو فيلم وثائقي غاني صدر عام 2014 من تأليف وإخراج بابا بادو.

## القصّة
يقدم الفيلم الوثائقي نظرة ثاقبة على حياة الكاتبة المسرحية والروائية آما أتا أيدو، وهي العائدة لوطنها الأم لتمكينِ المرأة على الرغم من التحديات التي تُواجهها

## طاقم التمثيل
- أما أتا أيدو